# Chapelle Saint-Pancrace de Manosque
La chapelle Saint-Pancrace, dite aussi de Toutes Aures, est une chapelle romane située au sommet de la colline de Toutes-Aures à Manosque dans le département des Alpes-de-Haute-Provence.

## Histoire
La chapelle est placée sous le vocable de saint Pancrace de Rome. Une première construction, remontant au XIIe siècle, servit d'abord d'église au sein d'un village aujourd'hui disparu. Jadis appelé Toutes-Aures, cet ancien village compta même deux églises et un château. "Toutes-Aures" signifie exposé à tous les vents, ce qui s'explique par sa situation sur la colline.
Abandonné en 1377 à cause du danger des bandes armées, le village se déplaça avec plusieurs autres pour former la ville de Manosque. L'une des deux églises fut cependant restaurée vers 1423. En 1561, les premières violences des guerres de religion causent la profanation de l’église : les statues sont brisées, les tableaux déchirés, . Sur son emplacement, la décision de construire une chapelle est prise en 1634, à la suite d'un vœu prononcé au moment de la peste de 1631. L’édification est achevée en 1637 placée sous la titulature de la Vierge Marie, elle changea pour Saint-Pancrace, devenu patron de la ville à la place de saint Sébastien.
En 1708, après le tremblement de terre, une procession est instaurée chaque 15 août.
Le culte de saint Pancrace prit une grande ampleur lorsqu'en 1712, les carmes de Rome offrirent aux Manosquins des fragments d'os du saint. Conservées dans la chapelle, ces reliques firent naître un important pèlerinage annuel. En 1790, la chapelle fut pillée, mais les ossements de saint Pancrace furent sauvés. Un nouveau reliquaire fut installé en 1796. La chapelle fut à nouveau restaurée en 1869. En 1900 elle vit se dérouler un double meurtre, celui de l'ermite Cyrille Barbier et de son neveu. Le meurtrier fut arrêté, mais il ne put être condamné à cause d'une erreur du médecin-légiste sur l'heure de la mort.

## Architecture
Le long bâtiment possède une entrée ornée d'un portail du XVIIe siècle, abrité par un porche rajouté en 1756. Le bâtiment se prolonge côté ouest par un ermitage. L'intérieur contient un mobilier bien fourni. On y voit encore l'inscription exprimant le vœu de 1631. Un autre ex-voto peint en 1708 rappelle le vœu de procession pris lors du tremblement de terre de 1708, pour chaque dimanche qui suivrait le 15 août.

## Célébrations
Aujourd'hui, une fête de Toutes-Aures a lieu sur la colline chaque lundi de Pâques. On célèbre aussi le 12 mai la fête du patron de la ville, Saint-Pancrace. Aux XVIIe siècle et XVIIIe siècle, le pèlerinage s'accompagna de défilés militaires qui furent remplacés par des pique-niques et des dégustations de saucisson.